# Craspedorhachis africana
Craspedorhachis africana är en gräsart som beskrevs av George Bentham. Craspedorhachis africana ingår i släktet Craspedorhachis, och familjen gräs. Inga underarter finns listade i Catalogue of Life.